# Władysław Szpilman
Władysław “Władek” Szpilman (Sosnowiec, 5. prosinca 1911. – Varšava, 6. srpnja 2000.), je bio poljski pijanist, skladatelj i pisac. Izvan Poljske, Szpilman je poznat po filmu Pijanist Romana Polańskog, gdje je prikazan njegov život i preživljavanje Holokausta. U studenom 1998. godine Szpilman je od tadašnjeg poljskog predsjednika dobio nagradu Polonia Restituta.

## Rani život i obrazovanje
Władysław Szpilman je rođen 5. prosinca 1911. godine u poljskom mjestu Sosnowiec, kao dijete u židovskoj obitelji. Početno glazbeno obrazovanje stekao je od svoje majke Esthere, a kasnije je nastavio na Varšavskom konzervatoriju pod A. Michalowskim i na Umjetničkoj akademiji u Berlinu gdje su mu učitelji bili Artur Schnabel i Leonid Kreutzer. Kompoziciju je učio kod Franza Schrekera.

## Szpilman kao pijanist
Nakon što je 1933. godine Adolf Hitler došao na vlast u Njemačkoj, Szpilman se vratio u Varšavu, gdje je postao slavni pijanist i skladatelj. Szpilman je skladao mnoge klasične skladbe, ali i neke popularne kao što su Wrzos (1937.) i Dr. Murek (1939.). Tijekom tog perioda išao je i na turneje s violonistom Bronislavom Gimpelom.
On je 1. travnja 1935. godine postao član Poljskog radija, gdje je izvodio mnoge klasične i jazz skladbe. Taj posao obavljao je sve do jeseni 1939. godine, kada je njemačka invazija Poljske stigla do Varšave i kada je Poljski radio morao prestati s radom. Nacistička vlada je uspostavila posebne, izolirane gradske četvrti za Židove (geto) u mnogim poljskim gradovima, uključujući i Varšavu, pa je Szpilman, kao pripadnik židovske obitelji, zajedno sa svojom obitelji bio prisiljen useliti se u Varšavski geto. Nastavio ja raditi kao pijanist u restoranima. Szpilman je tamo ostao dok svi naseljenici nisu deportirani, a geto uništen. Szpilman je izbjegao deportaciju, te je nastavio živjeti u Varšavi kao radnik. Tijekom tog perioda krijumčario je oružje i izbjegao uhićenje od strane Nijemaca nekoliko puta.
Ostatak njegove obitelji je deportiran u konc-logor Treblinka, dok je Władysław izbjegao smrt uz pomoć prijatelja koji ga je izvukao iz kolone koja je išla u vlakove za deportaciju. Nijedan član njegove obitelji osim njega nije preživio rat. Kao što piše u memoarima, Szpilman je nalazio mnoga skrovišta po Varšavi i skrivao se uz pomoć svojih prijatelja i njemačkog časnika Wilma Hosenfelda, koji mu je pomogao pri kraju rata, malo prije sovjetskog ulaska u Varšavu. Pravo ime tog njemačkog časnika Szpilman je saznao tek za vrijeme 1950-ih godina, kada mu je Hosenfeldova žena poslala pismo. Unatoč svim naporima da se Hosenfeld oslobodi, on je preminuo u sovjetskom zatočeništvu 13. kolovoza 1952. godine.

## Poljski radio
Szpilman je 1945. godine nastavio s radom na poljskom radiju. Zanimljivo je da je svoje prvo snimanje nastavio baš s Chopinovim Nokturnom u cis-molu, skladbom koju je izvodio kada su njemačke bombe pogodile studio i omele njegovo snimanje 23. rujna 1939. godine.
Od 1945. do 1963. godine Szpilman je bio ravnatelj glazbenog odjela poljskog radija. Tijekom tog perioda skladao je nekoliko simfonijskih djela, oko 500 pjesama i glazbu za film i drame.

## Skladbe
Tijekom 1950-ih godina, Szpilman je napisao oko 40 pjesama za djecu. Za te pjesme je 1955. dobio nagradu Poljske unije skladatelja.
Godine 1961. inicirao je i organizirao Međunarodni sopotski glazbeni festival i osnovao je Poljsku uniju autora popularne glazbe.
Szpilman je održavao solističke koncerte, ali i koncerte s violinistima kao što su Bronislav Gimpel, Roman Totenberg, Ida Haendel i Henryk Szeryng. Szpilman i Gimpel su 1963. godine osnovali Varšavski klaviristički kvintet, s kojim je Szpilman do 1986. godine izvodio diljem svijeta.

## Memoari
Godine 1945., ubrzo nakon završetka rata, Szpilman je napisao memoare o svom preživljavanju u Varšavi. Knjigu je izdao, uz sređivanje koje je obavio Jerzy Waldorff, pod naslovom Śmierć Miasta (Smrt jednog grada), no knjiga je zabranjena od strane vlasti u Poljskoj, kojoj se nije sviđao takav pogled na rat. Samo nekoliko kopija knjige je tiskano. Knjiga, od tada, nije tiskana više od 50 godina. U knjizi, nacionalnost Wilma Hosenfelda je promijenjena iz njemačke u austrijsku.
Szpilmanov sin Andrzej je 1998. ponovo izdao knjigu. Prvo na njemačkom pod naslovom Das wunderbare Überleben (Predivno preživljavanje), a kasnije na engleskom pod naslovom The Pianist (Pijanist). U ožujku 1999. godine Władysław Szpilman posjećuje London zbog Židovskog tjedna knjige, gdje je upoznao engleske čitatelje kojima se knjiga svidjela. Knjiga je kasnije prevedena na preko 30 jezika. Roman Polański je 2002. godine režirao film prema memoarima, nazvan Pijanist, gdje je Szpilmana tumačio Adrien Brody. Film je dobio 3 Oscara (režija, najbolji glumac i najbolji adaptirani scenarij), 2 nagrade BAFTA-e (najbolji film i režija) i Zlatnu palmu na filmskom festivalu u Cannesu.
Do danas je izdano nekoliko CD-ova sa Szpilmanovim skladbama, od kojih je prvi izdao njegov sin Andrzej.

## Smrt
Szpilman je preminuo u Varšavi 6. srpnja 2000. godine u 88. godini života. Pokopan je na groblju Powązki u Varšavi.

## Vanjske poveznice
- Władysław Szpilman information and biography
- Szpilman photo gallery  Arhivirana inačica izvorne stranice od 29. kolovoza 2011. (Wayback Machine)
- Information on Szpilman’s works at Boosey & Hawkes
- Władysław Szpilman u internetskoj bazi filmova IMDb-u (engl.)
- “Szpilman’s Warsaw: The History behind The Pianist” at the United States Holocaust Memorial Museum  Arhivirana inačica izvorne stranice od 25. rujna 2007. (Wayback Machine)
- YouTube – Władysław Szpilman ✦ Memories (polj.) (engl.)
- YouTube – F. Chopin: Nocturne No. 20, Wladyslaw Szpilman (glasovir)